# Larutia seribuatensis
Larutia seribuatensis — вид сцинкоподібних ящірок родини сцинкових (Scincidae). Ендемік Малайзії.

## Поширення і екологія
Larutia seribuatensis мешкають на островах Тіоман і Тулаї, розташованих на південний схід від Малайського півострова, в штаті Паханг. Вони живуть у вологих тропічних лісах, серед опалого листя.

## Збереження
МСОП класифікує стан збереження цього виду як близький до загрозливого. Larutia seribuatensis загрожує знищення природного середовища.